# Eduardo Cervantes Aguilar
Eduardo Cervantes Aguilar fue un médico y político mexicano, miembro del Partido Revolucionario Institucional. Fue presidente municipal de Ixtlahuacán de los Membrillos de 2018 a 2021, cargo que también ocupó entre 2015 y 2018. Cursó la licenciatura en Medicina en la Universidad de Guadalajara.

## Carrera política

### Inicios
En el año 2007 comenzaría su participación en el municipio de Ixtlahuacán de los Membrillos, cuando fue Regidor de representación proporcional del Ayuntamiento, bajo la administración de Octavio Coronado Vargas.
Fue Secretario General del Ayuntamiento de Ixtlahuacán de los Membrillos junto a dos presidentes municipales diferentes, en la administración de Carlos Méndez Gutiérrez de 2010 a 2012, y en la administración de Sergio Ramón Quintero González, de 2012 a 2015.

### Candidato a la presidencia municipal de Ixtlahuacán en 2015
En las elecciones estatales de 2015 se presentó como candidato a la presidencia municipal de Ixtlahuacán por parte del Partido Revolucionario Institucional. Cervantes ganó las elecciones.

## Presidente municipal de Ixtlahuacán (2015-2018)
Cervantes asumió a la presidencia municipal el 1 de octubre de 2015. Dentro de sus primeras obras públicas fue la perforación de pozos profundos en comunidades de El Sacrificio, La Capilla y Lomas de Atequiza. Entre el 29 y el 31 de julio de 2016 se llevó a cabo el 2° Festival de Membrillo. Cervantes firmó con el Fondo Común Concursable para la Infraestructura un convenio para la construcción de una red de drenaje y agua potable. En el año 2017 se inauguró una plaza cívica.

### Investigación por nexos al CJNG
En 2013 la Subprocuraduría Especializada en Investigación de Delincuencia Organizada realizó una investigación en contra de Cervantes por la presunta relación entre el entonces Secretario General de Ayuntamiento y el Cartel Jalisco Nueva Generación (CJNG). Sus implicaciones con el cartel era el traficar armas a civiles, quienes se hacían pasar por policías municipales.
A pocos meses de asumir la presidencia municipal por primera vez, el 15 de junio de 2015, la Fiscalía General de la República incluyó en un informe a Cervantes, en el cual se le relaciona con las filas de las autodefensas de Michoacán.

### Desaparición de Álvaro Corona
En el año 2012, Cervantes vendió terrenos al entonces director de la policía, Álvaro Corona Piceno, sin embargo, no entregó los títulos de propiedad. A raíz de esto, Corona exigió un reembolso. El 3 de agosto de 2012, Cervantes citó a Corona para reembolsar su dinero, Corona aceptó y se dirigió al lugar acordado. Álvaro Corona fue declarado como desaparecido al poco tiempo. El caso se dio a conocer públicamente el 29 de noviembre de 2016, durante una rueda de prensa realizada por la familia de Álvaro Corona.
Tras el incidente, la familia Corona pidió que se les asignara seguridad, la cual no fue brindada. La familia exigió a la fiscalía una mayor investigación, los colectivos Familias Unidas por Nuestros Desaparecidos Jalisco y Por Amor a Ellxs denunciaron el caso.
El hermano de Corona, Gerardo, fue asesinado a quemarropa en su domicilio el 19 de abril de 2017, por lo que las autoridades accedieron a brindarles seguridad, la familia Corona culpó a Cervantes por el hecho. A consecuencia de esto, Cervantes tuvo que declarar ante la Fiscalía por los cargos en su contra de homicidio y desaparición forzada, así como por sus relaciones con el CJNG.

### Brutalidad policial durante su administración
En 2017, el cuerpo del inspector de la Secretaría de Comunicaciones y Transporte fue encontrado sin vida en una brecha, tres oficiales municipales fueron arrestados por acusaciones de secuestro y asesinato, en abril del mismo año serían condenados a 25 años de prisión.

### Día de muertos
Durante la gestión de Cervantes Aguilar, Ixtlahuacán realizó por cuatro años consecutivos el desfile de carros alegóricos y un concurso de altares de muerto, donde por primera vez participaron otros estados de la República además de Jalisco. En 2016, se obtuvo un Récord Guinness por exhibir la Catrina más alta del mundo, al presentar una de 32 metros de altura.

### Municipios más transparentes
En el periodo comprendido 2016 al 2020, el municipio obtuvo el premio al más transparente a nivel nacional, de acuerdo con la organización Ciudadanos por Municipios Transparentes (CIMTRA). 
Los parámetros en los cuales destacaron son: gastos, obras, bienes y sus usos, administración, urbanidad, consejos, participación ciudadana, cabildo y atención ciudadana. CIMTRA llevó a cabo observaciones a los datos abiertos, tanto en documentos institucionales como en bases de datos, y exhortó a que se garantice la accesibilidad de toda la información que el municipio publique.

## Candidato a la reelección presidencial en 2018
Cervantes fue nuevamente postulado como candidato por el Partido Revolucionario Institucional a las elecciones estatales de 2018, por lo que tuvo que dejar la presidencia para poder participar. Durante la temporada de campaña, la candidata por el partido Movimiento Ciudadano, Otilia Díaz Enciso, realizó una acusación en su contra, la cual fue llevada ante la Fiscalía Especializada en Delitos Electorales. En la denuncia se declaraba que Cervantes había amenazado de muerte al esposo de Otilia si ella no retiraba su campaña, además, afirmaba que ella fue amenazada en el día de las Madres por WhatsApp. Díaz Enciso añadió que su propaganda política era retirada de las calles, y que los vehículos con estampillas a favor de Díaz Enciso eran vandalizados y los simpatizantes de ella eran amenazados con retirarles apoyos sociales como becas o con despedirlos de sus trabajos.
A pesar de las acusaciones, las cuales no prosperaron, Cervantes resultó reelegido para un segundo término, el cual comenzó el 1 de octubre de 2018.

## Presidente municipal de Ixtlahuacán (2018-2021)

### Cadáveres en Ixtlahuacán
Poco después del comienzo de su segunda administración, el 14 de marzo de 2019, se encontraron en bolsas de plástico 20 cadáveres en un canal de aguas negras. Las autoridades de la Fiscalía de Jalisco trabajaron en la identificación de los cuerpos, además, se teorizo que podrían estar relacionados con otros cuerpos encontrados en otras regiones como Mazatlán, Tlaquepaque o Tlajomulco, además de no descartarse su relación con el CJNG. Se confirmó que los cuerpos no fueron abandonados en conjunto.
Tras tres meses, en junio del mismo año fueron encontrados otros 11 cadáveres en el canal de agua pluvial Atequiza, los cuerpos estaban atados en pies y manos.
En septiembre de 2020 fue localizada una fosa clandestina en un predio en Ixtlahuacán de los Membrillos. Después de meses de trabajo, la Fiscalía Especial en Personas Desaparecidas (FEPD) logró la extracción de 28 personas fallecidas sin identificar, cinco cráneos, una osamenta así como 18 lotes óseos.

### Caso Giovanni López
El 4 de mayo de 2020, Giovanni López, un ciudadano de 30 años de edad que trabajaba como albañil murió a causa de un traumatismo craneoencefálico tras recibir una golpiza por parte policías municipales de Ixtlahuacán de los Membrillos. El testimonio de su hermano Cristian López indicaba que diez oficiales se dirigieron a su domicilio presuntamente por no portar cubrebocas, Giovanni recibió agresiones por parte de los oficiales. Cristian llamó a Cervantes, quien le indicó que Giovanni sería liberado en la mañana, y que solo tendría que realizar servicio comunitario. Cuando la familia acudió a recoger a Giovanni se les fue informado que tuvo que ser ingresado al Hospital Civil de Guadalajara, donde fue declarado muerto. El arresto fue videograbado utilizando un celular.
En el testimonio de Cristian López se acusaba a Cervantes de tratar de sobornarlo con 200,000 MXN, así como de amenazas para que no difundiera el vídeo, hecho que Cervantes negó en sus redes sociales. En un comunicado, Cervantes mencionó que se había dado aviso al Director de Seguridad Pública para que procediera una investigación sobre el caso. Además aseguró que no renunciaría a la presidencia, y deslindó su responsabilidad sobre el asesinato.
La investigación se llevó de manera silenciosa, por lo que la familia de Giovanni sintió que no se estaba realizando nada al respecto, lo que provocó que la familia publicara el vídeo del arresto, esto generó indignación en redes sociales, por la similitud del caso con la de George Floyd, lo que causó protestas en varias partes de México, además de tensiones entre el gobernador de Jalisco, Enrique Alfaro Ramírez, y el presidente de México, Andrés Manuel López Obrador.
Tras ser acusado de estar involucrado en el incidente y haber dificultado las investigaciones, fue citado a declarar ante la Fiscalía, pero no se presentó, bajo el argumento de tener una agenda apretada. A los pocos días Cervantes acudió a declarar, sin embargo, no se debió al incidente de Giovanni, Cervantes previamente se había amparado para evitar ser aprehendido. El 11 de junio, Cervantes volvió a acudir a la Fiscalía en calidad de testigo, esta vez por el caso Giovanni.

### Amenazas de muerte a candidato de Morena
Para las elecciones estatales de 2021, el PRI postuló a Heriberto García Murillo como candidato a la presidencia municipal de Ixtlahuacán de los Membrillos. Durante las campañas electorales, el candidato opositor de Morena, Reymundo Romo García, presentó ante la Fiscalía General de la República una denuncia contra el presidente municipal Eduardo Cervantes Aguilar y su candidato debido a amenazas de muerte hacia él, su familia y miembros de su campaña. A pesar de las denuncias, García Murillo ganó las elecciones y relevó en el cargo a Cervantes Aguilar el 1 de octubre de 2021.

## Asesinato
El 18 de octubre de 2023 Cervantes Aguilar fue asesinado a tiros en la carretera Guadalajara-Chapala en el municipio de Ixtlahuacán. El expresidente se encontraba en un automóvil recibiendo a un compañero cuando fue atacado por un individuo que huyó del lugar en un vehículo.